# جبريل يانوفسكي
جبريل يانوفسكي (بالبولندية: Gabriel Janowski)‏ هو نقابي وسياسي بولندي، ولد في 22 أبريل 1947 في Konstantów, Masovian Voivodeship ‏ في بولندا. نشط حزبياً في Congress of the New Right ‏. وقد انتخب عضو سيم ‏.